# U-384
Unterseeboot 384 foi um submarino alemão do Tipo VIIC, pertencente a Kriegsmarine que atuou durante a Segunda Guerra Mundial.

## Comandantes
| Comandante                                 | Data                                      |
| ------------------------------------------ | ----------------------------------------- |
| Oblt. Hans-Achim von Rosenberg-Gruszcynski | 18 de julho de 1942 - 19 de março de 1943 |

## Subordinação
Durante o seu tempo de serviço, esteve subordinado às seguintes flotilhas:
| Período                                      | Flotilha                                  |
| -------------------------------------------- | ----------------------------------------- |
| 18 de julho de 1942 - 31 de dezembro de 1942 | 5. Unterseebootsflottille (treinamento)   |
| 1 de janeiro de 1943 - 19 de março de 1943   | 3. Unterseebootsflottille (serviço ativo) |

## Operações conjuntas de ataque
O U-384 participou das seguinte operações de ataque combinado durante a sua carreira:
- Rudeltaktik Falke (28 de dezembro de 1942 - 19 de janeiro de 1943)
- Rudeltaktik Landsknecht (19 de janeiro de 1943 - 26 de janeiro de 1943)
- Rudeltaktik Stürmer (11 de março de 1943 - 19 de março de 1943)